# Општина Тутова (Васлуј)
Тутова (рум. Tutova) општина је у Румунији у округу Васлуј.
Oпштина се налази на надморској висини од 57 m.